# Юсупов, Николай Феликсович
Князь Никола́й Фе́ликсович Юсу́пов, граф Сумаро́ков-Эльстон (16 (28) февраля 1883 — 22 июня (5 июля) 1908) — сын Зинаиды Юсуповой, старший брат Феликса Юсупова, погибший на дуэли в возрасте 25 лет. Главный наследник огромнейшего состояния семьи Юсуповых. Княжеский титул Юсуповых должен был унаследовать за матерью.

## Биография
Родился в Петербурге, крещен 16 марта 1883 года в церкви Св. Двенадцати апостолов при Главном управлении почт и телеграфов при восприемстве деда князя Н. Б. Юсупова, прабабушки графини З. И. де Шево и бабушки Е. С. Сумароковой-Эльстон.
Выпускник юридического факультета Петербургского университета, любитель и участник театральных представлений. Под псевдонимом «Роков» писал стихи к романсам, один из них назывался «Я жду тебя».
Его младший брат вспоминал о нём в мемуарах: «Пять лет разницы у нас с братом поначалу мешали нашей дружбе, но, когда мне исполнилось шестнадцать лет, мы сблизились. Николай учился в Петербурге, закончил Санкт-Петербургский университет. Как и я, не любил он армейской жизни и от военной карьеры отказался. По характеру был скорее в отца и на меня не походил. Но от матери унаследовал склонность к музыке, литературе, театру. В 22 года руководил любительской актёрской труппой, игравшей по частным театрам. Отец этим его вкусам противился и дать ему домашний театр отказался. Николай и меня пытался затащить в актёры. Но первая проба стала и последней; роль гнома, какую он дал мне, оскорбила мое самолюбие и отвратила от сцены».

### Смерть
Влюбившись в графиню Марину Александровну Гейден, дочь контр-адмирала Александра Федоровича Гейдена, Николай собрался жениться, но родители были решительно против: девушка пользовалась дурной славой в свете и считалась плохой партией. Молодые люди планировали побег, но им помешала мать Марины.
Последовавший брак графини Марины Александровны Гейден с графом Арвидом Мантейфелем не мешал ей тайно встречаться с Николаем Юсуповым. По одной версии, оскорблённый Арвид Мантейфель вызвал Николая на дуэль. По другой версии, страдающий от ревности Николай обратился за помощью к известному столичному оккультисту Шинскому. Тот сказал, что ангел-хранитель требует от Николая Феликсовича бороться за свою любовь, и он сам вызвал мужа Марины Александровны на дуэль. На дуэли Николай Юсупов был убит огнестрельным ранением в легкие.

### Усыпальница
Местом его погребения должна была стать специально возведенная знаменитая колоннада в усадьбе Архангельское (1909—1916, архитектор Р. И. Клейн, при участии А. Д. Чичагова, Г. Б. Бархина; интерьеры отделаны художником И. И. Нивинским). 
Однако пока шло строительство, князя похоронили в усадьбе, рядом с церковью Михаила Архангела. На её территории, непосредственно за самим храмом, находится могила его тёти, княжны Татьяны Николаевны Юсуповой (1866—1888), украшенная «Ангелом молитвы» работы Марка Антокольского. Вместе с ней, в той же могиле и был захоронен Николай Феликсович. Позднее его предполагалось перезахоронить в Колоннаде, но этому не суждено было исполниться.
После окончания строительства усыпальницы тело князя так и не было в неё перенесено, После событий 1917 года его могила предположительно подверглась вскрытию и разграблению.
До недавнего времени его захоронение считалось утраченным. Однако, как считают в музее-усадьбе «Архангельское» сегодня, сам факт погребения графа в одной могиле с тётей сегодня позволяет считать сохранившееся захоронение княжны Т. Н. Юсуповой и её племянника совместным и предполагать, что могила находится именно там.

## В искусстве
Существует несколько портретов, изображающих князя Николая.  

Наиболее известным из них является работа Валентина Серова, сделанная в рамках портретирования всего семейства Юсуповых. Художник вспоминал: 
«Портрет Николая Юсупова не сразу удался. Не выходило схватить капризность выражения его лица». О той же работе он писал: «А вот старший сын не удался…… Оказывается, я совсем не могу писать казенных портретов — скучно» и «Сегодня приезжает старший — вот с ним трудно — тем более, что он очень неохотно позирует».